# Andreas Bauch (Basketballspieler)
Andreas Bauch (* 11. Februar 1985 in St. Pölten) ist ein ehemaliger österreichischer Basketballspieler. Der 1,91 Meter große Aufbauspieler trat mit St. Pölten in der Bundesliga an.

## Laufbahn
Bauch kam über Thomas Schreiner, der in der Nachbarschaft aufwuchs, zum Basketballsport. Er spielte als Jugendlicher das Sportleistungszentrum St. Pölten und schaffte den Sprung in die Bundesligamannschaft der UKJ SUBA St. Pölten. Hinzu kamen Einsätze im Europapokal, zudem nahm er an Trainingslagern der B-Nationalmannschaft teil, kam aber nicht zu Länderspielen. 2003 versuchte Trainer Mauricio Parra, ihn zum SV Tübingen nach Deutschland zu locken, Bauch lehnte ab.
Von 2010 bis 2013 verstärkte er den Zweitligisten Amstetten Falcons, ehe er nach St. Pölten zurückkehrte. Er stieg 2014 mit der Mannschaft aus der Bundesliga ab und trat mit ihr in der Folge in der zweithöchsten Klasse des Landes an. 2016 gewann er mit St. Pölten die Zweitligameisterschaft und wurde als bester Spieler der Endspielserie ausgezeichnet.
Bauch, der 2018 seine Leistungssportkarriere einstellte, wurde als „St. Pöltner Basketball-Institution“ bezeichnet.